# Tournoi international de rugby à sept de 1973
Le tournoi international de rugby à sept de 1973 est le premier tournoi international de rugby à sept de l'histoire organisé par la fédération écossaise de rugby à l'occasion de son premier centenaire. Le tournoi se déroule le 7 avril 1973 dans le stade de Murrayfield à Édimbourg. Huit équipes participent à la compétition et c'est l'Angleterre qui remporte le tournoi en battant en finale l'Irlande (22-18).
Ce tournoi n'est cependant pas officiellement reconnu comme la première Coupe du monde de rugby à sept.

## Organisation
En 1973, pour son premier centenaire d'existence, la fédération écossaise de rugby organise le premier tournoi international de rugby à sept, sport ayant vu le jour à Melrose, en Écosse, à la fin du XIXe siècle. Les nations faisant partie de l'International Rugby Board (IRB) prennent part à la compétition, à l'exception de l'Afrique du Sud. La France est également invitée et une équipe d'honneur, la President's VII est formée.
Le tournoi a lieu dans le Murrayfield Stadium d'Édimbourg, propriété de la fédération écossaise de rugby à sept.

## Effectifs et poules
- Note :  sont listées ici les équipes inscrites sur le programme officiel du tournoi. Il y a eu cependant quelques changements avec la réalité.

### Poule A
| Australie | Nouvelle-Zélande | Écosse | Irlande |
| --- | --- | --- | --- |
| Maillot : or | Maillot : noir | Maillot : bleu | Maillot : vert |
| - 7 - J J M'Lean - 6 - Rex L'Estrange - 5 - R L Fairfax - 4 - John Hipwell - 3 - BD Stumbles - 2 - PD Sullivan - 1 - D R Burnet - 8 - Garrick Fay - 9 - DA Dunworth | - 7 - GB Batty - 6 - GR Skudder - 5 - DA Hales - 4 - IN Stevens - 3 - AR Sutherland - 2 - AJ Wyllie - 1 - D R Burnet - 8 - GL Colling - 9 - AI Scown | - 7 - AD Gill - 6 - JNN Frame - 5 - CM Telfer - 4 - S Davidson - 3 - Peter Brown - 2 - JG Brown - 1 - A Brown - 8 - IR McGeechan - 9 - GM Strachan | - 7 - V Becker - 6 - AW McMaster - 5 - CMH Gibson - 4 - D.M. Canniffe - 3 - JF Slattery - 2 - PC Whelan - 1 - KMA Mays - 8 - TAP Moore - 9 - JP Dennison |

JJ Moloney était inscrit sur le programme de l'Irlande mais n'a pas pu jouer.
GK Oliver était sur le programme de l'Écosse mais il a été remplacé par Arthur Brown.

### Poule B
| France | Angleterre | President's VII | Pays de Galles |
| --- | --- | --- | --- |
| Maillot : bleu                                                                                                | Maillot : blanc | Maillot : blanc | Maillot : rouge |
| - A Campaes - A Moretti - J Trillo - R Astre - B Dauga - J-L Ugartemendia - V Boffelli - A Dussang - D Vacher | - 7 - K J Fielding - 6 - D J Duckham - 5 - P A Rossborough - 4 - S J Smith - 3 - Fran Cotton - 2 - J D Gray - 1 - A G Ripley - 8 - R M Uttley - 9 - P S Preece | - 7 - D Shedden - 6 - Andy Irvine - 5 - Jim Renwick - 4 - J Henderson - 3 - Jan Ellis - 2 - RL Clark - 1 - PJF Greyling - 8 - RA Carlson - 9 - Nairn MacEwan | - 7 - JJ Williams - 6 - TGR Davies - 5 - P Bennett - 4 - GO Edwards - 3 - TM Davies - 2 - J Taylor - 1 - JPR Williams - 8 - G Shaw - 9 - IM Lewis |

## Résultat

### Poule A
| Équipes          | Joués | V | D | PP | PC | +/- | Pts |
| ---------------- | ----- | - | - | -- | -- | --- | --- |
| Irlande          | 3     | 3 | 0 | 62 | 34 | 28  | 6   |
| Nouvelle-Zélande | 3     | 2 | 1 | 58 | 50 | 8   | 4   |
| Écosse           | 3     | 1 | 2 | 42 | 60 | -18 | 2   |
| Australie        | 3     | 0 | 3 | 28 | 46 | -18 | 0   |
- 13:30 :  Australie 12-14 Écosse

- 13:48 :  Irlande 22-18 Nouvelle-Zélande

- 14:42 :  Australie 4-16 Irlande

- 15:00 :  Écosse 16-24 Nouvelle-Zélande

- 15:54 :  Écosse 12-24 Irlande

- 16:12 :  Nouvelle-Zélande 16-12 Australie

### Poule B
| Équipe          | Joués | V | D | PP | PC | +/- | Pts |
| --------------- | ----- | - | - | -- | -- | --- | --- |
| Angleterre      | 3     | 3 | 0 | 70 | 26 | 44  | 6   |
| Pays de Galles  | 3     | 2 | 1 | 76 | 38 | 38  | 4   |
| President's VII | 3     | 1 | 2 | 46 | 70 | -24 | 2   |
| France          | 3     | 0 | 3 | 20 | 78 | -58 | 0   |
- 14:06 :  Angleterre 22-0 France

- 14:24 : President's VII 10-30 Pays de Galles

- 15:18 :  Angleterre 24-16 President's VII

- 15:36 :  France 4-36 Pays de Galles

- 16:30 :  France 16-20 President's VII

- 16:48 :  Angleterre 24-10 Pays de Galles

### Finale
| 7 avril 1973 17h25 | Irlande                            | 18-22 | Angleterre                         | Murrayfield, Édimbourg |
| 7 avril 1973 17h25 | Essai(s) : 3 Transformation(s) : 2 |       | Essai(s) : 4 Transformation(s) : 2 | Murrayfield, Édimbourg |
| 7 avril 1973 17h25 |                                    |       |                                    | Murrayfield, Édimbourg |

## Déroulement
Les équipes sont majoritairement formées de joueurs de rugby à XV, à l'exception des Écossais dont une partie de l'équipe est composée de joueurs spécialistes du rugby à sept issus du club de Gala RFC. Les Gallois se déplacent avec des stars de leur équipe nationale à XV, et avec notamment Gareth Edwards, JPR Williams, Phil Bennett ou encore Gerald Davies.
La phase de poule est dominée par l'Irlande et par l'Angleterre qui remportent tous deux trois victoires sur trois matches disputés. Lors de la finale, les Irlandais dominent jusqu'à la toute fin de match : ils mènent au score 18 à 16, et alors qu'ils sont en position d'attaque dans le camp anglais, Fergus Slattery se fait intercepter par Keith Fielding qui inscrit l'essai de la victoire pour l'équipe d'Angleterre. L'Irlandais Mike Gibson est nommé meilleur joueur de la compétition.

## Coupe du monde
Bien qu’il ne soit pas présenté comme tel par la fédération écossaise, ce premier tournoi international est considéré dans les médias comme la première Coupe du monde de rugby à sept. L'International Rugby Board ne reconnait cependant pas l'Angleterre comme première équipe championne du monde.